# Mark Feldman
Mark Feldman (Chicago, 1955) es un violinista de jazz estadounidense.

## Carrera
Feldman trabajó en Chicago de 1973 a 1980, y en Nashville, Tennessee de 1980 a 1986.  Trabajó en Nueva York y Europa desde 1986.  Feldman A menudo colabora con John Zorn, Sylvie Courvoisier, John Abercrombie,  The Masada String Trio, Dave Douglas, Uri Caine y Billy Hart.  Ha tocado en grabaciones por Michael Brecker, Lee Konitz, Joe Lovano, y Chris Potter.  En el Lincoln Center de Nueva York tocó a dúo con los pianistas Paul Bley y Muhal Richard Abrams.

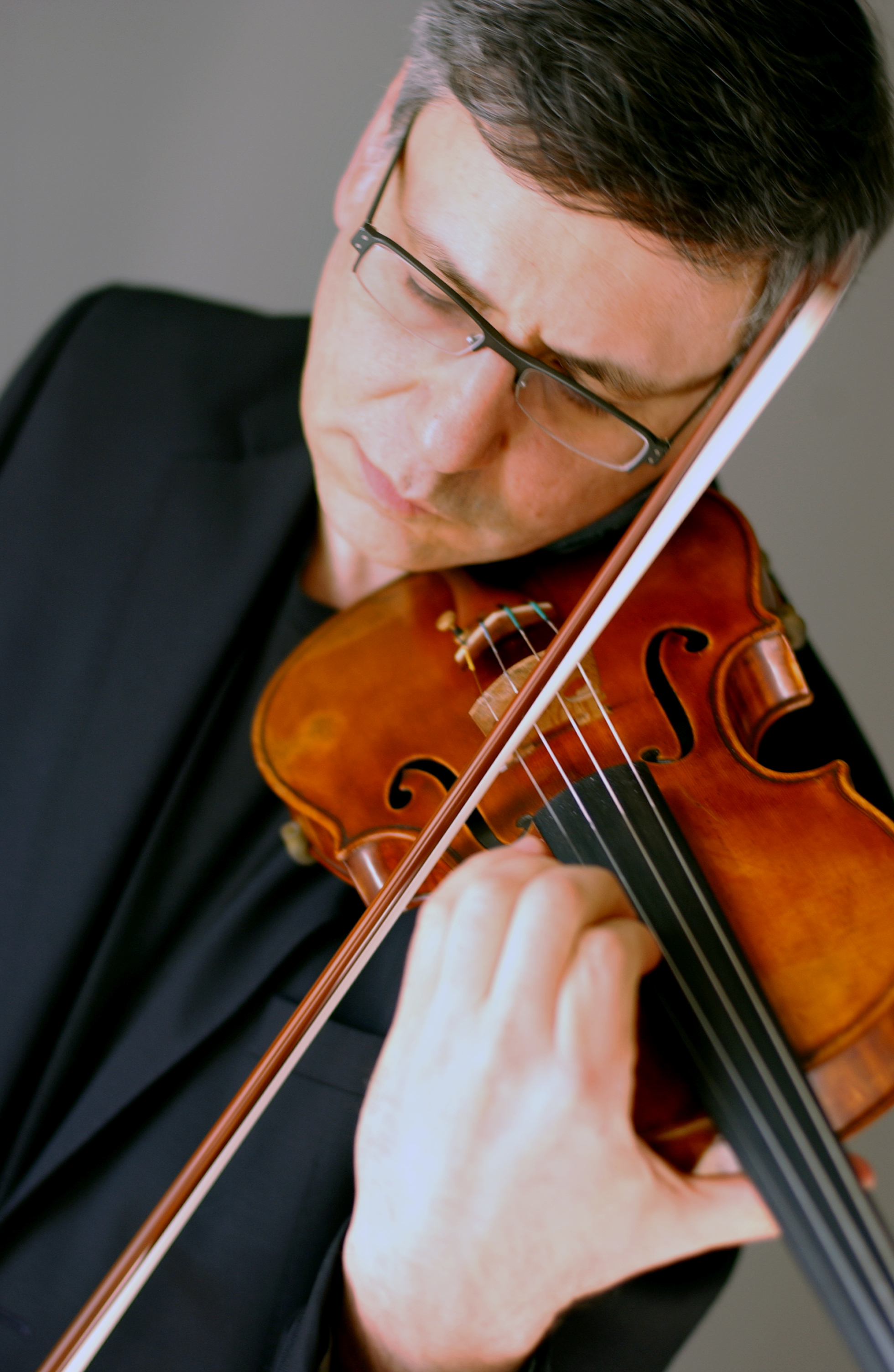
Mark Feldman interpretando el violín

En 2001, Feldman lanzó el disco Book of Tells en Enja Records, un disco de sus composiciones para cuarteto de cuerda. El 26 de enero de 2010, lanzó dos grabaciones: “Oblivia”, un dúo de música original grabado con la pianista y compositora Sylvie Courvoisier para Tzadik Records; y “To Fly To Steal” con el Cuarteto Mark Feldman/Sylvie Courvoisier con la colaboración del bajista Thomas Morgan y el baterista Gerry Hemmingway para The Swiss Label Intakt.
En 2006, la grabación de Feldman, What Exit fue lanzada en ECM, junto con el pianista británico John Taylor. En 1995 lanzó Música para Violín Solo, una colección de sus improvisaciones para violín solo, en Tzadik.
En Chicago fue miembro de la Orquesta Sinfónica de Chicago y tocó en muchas bandas de bar en la ciudad. Tocó en más de doscientas grabaciones en Nashville como músico de estudio, fue un miembro de la Orquesta Sinfónica de Nashville, y fue miembro de los grupos de country western de Loretta Lynn y Ray Price.
Ha tocado en más de cien grabaciones en Nueva York como solista de música contemporánea y jazz moderno.
En 2003 fue solista con la Netherlands Radio Philharmonic Orchesta en el Concierto para Violín de Guss Janssen y con la Orquesta de Jazz WDR en el Concierto para Violín y Orquesta de Jazz de Bill Dobbins. Participó en los clips de video en vivo con el Cuarteto John Abercrombie y con el Masada String Trio.
En septiembre de 2012, Feldman coprodujo con el violinista Jean-Luc Ponty, el álbum debut de Scott Tixier escribiendo las notas para el lanzamiento en Sunnyside Records. En 2014, junto con su cuarteto y Sylvie Courvoisier, publicaron Birdies for Lulu, con el sello discográfico Intakt.
Feldman está casado con la pianista suiza Sylvie Courvoisier.

## Discografía

### Como líder/colíder
- Music for Violin Alone (Tzadik Records, 1995)
- Music for Violin and Piano (Avant, 1999) - con Sylvie Courvoisier
- Book of Tells (Enja, 2005)
- What Exit (ECM, 2006)
- Secrets (Tzadik Records, 2009) - con Uri Caine, Greg Cohen y Joey Baron
- To Fly to Tell (Intackt, 2010) - Mark Feldman-Sylvie Courvoisier Quartet
- Oblivia (Tzadik, 2010) - con Sylvie Courvoisier
- Hotel du Nord (Intackt, 2011) - Mark Feldman-Sylvie Courvoisier Quartet

Con el Arcado String Trio
- Arcado (JMT, 1989)
- Behind the Myth (JMT, 1990)
- For Three Strings and Orchestra (JMT, 1992) con la Kölner Rundfunk Orchester dirigida por David de Villiers
- Green Dolphy Suite (Enja, 1995) con Trío De Clarinettes
- Live in Europe (Avant, 1996)

### Al lado de
Con John Abercrombie
- Open Land (ECM, 1998)
- Cat 'n' Mouse (ECM, 2000)
- Class Trip (ECM, 2003)
- The Third Quartet (ECM, 2006)
- Wait Till You See Her (ECM, 2008)

Con Muhal Richard Abrams
- One Line, Two Views (New World, 1995)
- The Visibility of Thought (Mutable, 2001)

Con Tim Berna
- Tim Berne's Fractured Fairy Tales (JMT, 1989)

Con Uri Caine
- Urlicht / Primal Light (Winter & Winter, 1997)
- Wagner e Venezia (Winter & Winter, 1997)
- The Sidewalks of New York: Tin Pan Alley (Winter & Winter, 1999)
- Gustav Mahler in Toblach (Winter & Winter, 1999)
- Gustav Mahler: Dark Flame (Winter & Winter, 2003)

Con The Chromatic Persuaders
- The Chromatic Persuaders (Konnex, 1994)
- Extrospection (Timescraper, 1998)

Con Sylvie Courvoisier
- Abaton (ECM, 2003)
- Birdies for Lulu (Intakt, 2014)[6]

Con Dave Douglas
- Parallel Worlds (Soul Note, 1993)
- Five (Soul Note, 1996)
- Charms of the Night Sky (Winter & Winter, 1998)
- Convergence (Soul Note, 1999)
- A Thousand Evenings (RCA, 2000)
- El Trilogy (BMG, 2001)
- Witness (RCA, 2001)

Con Billy Hart
- Amethyst (Arabesque, 1993)
- Oceans of Time (Arabesque, 1997)

Con Marc Ribot
- Soundtracks Volume 2 (Tzadik, 2003)

Con They Might Be Giants
- Flood (Skyline Studios, 1989)

Con Tom Varner
- The Mystery of Compassion (Soul Note, 1992)

Con John Zorn
- Kristallnacht (Eva, 1993)
- Bar Kokhba (Tzadik, 1996)
- Filmworks VI: 1996  (Tzadik, 1997)
- Duras: Duchamp (Tzadik, 1997)
- The Circle Maker  (Tzadik, 1998)
- Filmworks VIII: 1997 (Tzadik, 1998)
- The String Quartets (Tzadik, 1999)
- Taboo & Exile (Tzadik, 1999)
- Filmworks XI: Secret Lives (Tzadik, 2002)
- Cobra: John Zorn's Game Pieces Volume 2 (Tzadik, 2002)
- Filmworks XII: Three Documentaries (Tzadik, 2002)
- Masada Recital (Tzadik, 2004) with Sylvie Courvoisier
- Filmworks XVIII: The Treatment (Tzadik, 2006)
- 50th Birthday Celebration Volume 1 (Tzadik, 2004) with Masada String Trio
- 50th Birthday Celebration Volume 11 (Tzadik, 2005) with Bar Kokhba Sextet
- Azazel: Book of Angels Volume 2 (Tzadik, 2005) with Masada String Trio
- Malphas: Book of Angels Volume 3 (Tzadik, 2005) with Sylvie Courvoisier
- Lucifer: Book of Angels Volume 10 (Tzadik, 2008) with Bar Kokhba Sextet
- Filmworks XX: Sholem Aleichem (Tzadik, 2008)
- Haborym: Book of Angels Volume 16 (Tzadik, 2010) with Masada String Trio
- The Concealed (Tzadik, 2012)